# 军歌嘹亮
《军歌嘹亮》是2002年首播的中国大陆电视剧，由李舒执导，孙红雷、陈小艺主演，改编自石钟山的小说。